# Lissonota clypeator
Lissonota clypeator är en stekelart som först beskrevs av Johann Ludwig Christian Gravenhorst 1820.  Lissonota clypeator ingår i släktet Lissonota och familjen brokparasitsteklar. Arten är reproducerande i Sverige.

## Underarter
Arten delas in i följande underarter:
- L. c. nigritegulis
- L. c. brachialis
- L. c. varia
- L. c. vivida
- L. c. clypearia
- L. c. similis
- L. c. sapporensis
- L. c. montana
- L. c. jugicola